# Thomas Raiser
Thomas Raiser (* 20. Februar 1935 in Stuttgart; † 18. November 2024) war ein deutscher Rechtswissenschaftler und Hochschullehrer an der Humboldt-Universität zu Berlin.

## Leben
Raiser, Sohn des Versicherungsmanagers Rolf Raiser und Neffe des Rechtswissenschaftlers Ludwig Raiser, studierte ab 1954 zunächst Philosophie und Klassische Philologie an den Universitäten Tübingen, Bonn, München und der Freien Universität Berlin. Im Sommersemester 1954 wurde er Mitglied der Studentenverbindung AV Igel Tübingen. Später studierte er Rechtswissenschaften und legte 1959 in Tübingen sein Erstes Juristisches Staatsexamen ab. 1962 promovierte er in Tübingen bei Ernst Steindorff zum Dr. iur. Anschließend leistete Raiser sein Referendariat ab und legte 1964 in Stuttgart sein Zweites Staatsexamen ab. In der Folge arbeitete er zunächst als Rechtsanwalt, bevor er sich 1965 wieder seiner akademischen Karriere widmete und als wissenschaftlicher Assistent an der Universität Hamburg tätig war. Dort beendete er 1969 seine Habilitation und erhielt die Venia legendi für die Fächer Bürgerliches Recht, Handelsrecht, Wirtschaftsrecht, Rechtsvergleichung und Rechtssoziologie.
Von Oktober 1970 bis September 1992 war Raiser ordentlicher Professor für Bürgerliches Recht, Handels- und Wirtschaftsrecht sowie Rechtssoziologie an der Universität Gießen. Von 1977 bis 1992 war er zudem Richter im Nebenamt am Oberlandesgericht Frankfurt am Main. Von 1992 bis zu seiner Emeritierung im Oktober 2002 war Raiser Professor an der Humboldt-Universität zu Berlin. Thomas Raiser war während seiner akademischen Laufbahn wiederholt als Gastprofessor tätig, unter anderem an der University of Wisconsin–Madison und der Universität Tokio. Seit 1992 engagierte er sich zudem stark in der Kooperation mit China, wo er sich mehrfach aufhielt und Lehrveranstaltungen abhielt. 

## Ehrungen
- 2010 Ehrenprofessorentitel der von der Huazhong Universität für Wissenschaft und Technologie
- 2014 Liebig-Medaille der Justus-Liebig-Universität Gießen für seine Verdienste um den Aufbau der Partnerschaft mit der Universität Wisconsin[3]

## Veröffentlichungen (Auswahl)
- Haftungsbeschränkung nach dem Vertragszweck. Universitätsverlag, Tübingen 1962 (Dissertation).
- Das Unternehmen als Organisation. De Gruyter, Berlin 1969, ISBN 978-3-11-000997-2 (Habilitationsschrift).
- Die Aussperrung nach dem Grundgesetz (= Schriften zum öffentlichen Recht, Bd. 274). Duncker & Humblot, Berlin 1974, ISBN 3-428-03453-8.
- Schicksalsjahre einer Universität. Die strukturelle und personelle Neuordnung der Humboldt-Universität zu Berlin 1989 - 1994. Berlin-Verlag Spitz, Berlin 1998, ISBN 3-87061-731-4.
- Das lebende Recht. Rechtssoziologie in Deutschland. 3. Aufl. Nomos, Baden-Baden 1999, ISBN 3-7890-6103-4.
- Hrsg. mit Stefan Grundmann, Christine Windbichler, Hans-Peter Schwintowski, Christian Kirchner, Martin Weber: Unternehmensrecht zu Beginn des 21. Jahrhunderts. Festschrift für Eberhard Schwark zum 70. Geburtstag. München: Verlag C. H. Beck, 2009, ISBN 978-3-406-58820-4.
- (mit Rüdiger Veil): Mitbestimmungsgesetz und Drittelbeteilungsgesetz. Kommentar. 5. Aufl. de Gruyter, Berlin 2009, ISBN 978-3-89949-230-9.
- Beiträge zur Rechtssoziologie. Nomos, Baden-Baden 2011, ISBN 978-3-8329-5967-8.
- Grundlagen der Rechtssoziologie. 6. Auflage. UTB, Stuttgart 2013, ISBN 978-3-8252-3918-3.
- (mit Rüdiger Veil): Recht der Kapitalgesellschaften. Ein Handbuch für Praxis und Wissenschaft. 6. Aufl. Vahlen, München 2015, ISBN 978-3-8006-4912-9.